# Countering America's Adversaries Through Sanctions Act

Le Countering America's Adversaries Through Sanctions Act, en abrégé CAATSA, est une Loi du Congrès qui renforce les sanctions déjà existantes contre l'Iran, la Corée du Nord et la Russie et qui doit également s'appliquer aux entreprises européennes. La loi a été signée le 2 août 2017 par le président Donald Trump.
Elle contient les mesures du Countering Russian Influence in Europe and Eurasia Act, présenté par le sénateur démocrate Ben Cardin en mai 2017. Le ministre allemand des Affaires étrangères, Sigmar Gabriel, et le chancelier autrichien, Christian Kern, ont contesté les sanctions économiques extraterritoriales prévues par ce texte, les jugeant contraires au droit international.
Le 29 janvier 2018, le département du Trésor américain a publié le rapport CAATSA, une liste de 210 personnes russes susceptibles de faire l'objet de futures sanctions, dont tous les membres dirigeants du gouvernement russe et les propriétaires de grandes entreprises russes.
En référence à la CAATSA, la construction du gazoduc Nord Stream 2 a été retardée. Il s'agit également dans cette loi de « donner la priorité à l'exportation de ressources énergétiques américaines afin de créer des emplois américains ». Les sanctions sans décision de l'ONU ne sont pas autorisées par le droit international.
En se référant à la section 231 de la CAATSA, les États-Unis ont imposé des sanctions à leur allié de l'OTAN, la Turquie, en décembre 2020, parce que la Direction des industries de la défense (Savunma Sanayii Başkanlığı, SSB), qui dépend du bureau du président turc, avait acheté le système de défense antimissile russe S-400 Triumf.